# 歴代三宝紀
『歴代三宝紀』（れきだいさんぼうき）とは、中国隋の費長房が撰した経録、仏教史籍である。別名では「開皇三宝録」「長房録」ともいう。

## 撰者・費長房
撰者の費長房は、『後漢書』「方術伝」に同名の方士が見えるが、もちろん別人である。益州成都県の人で、早くに出家していたが、北周の武帝の廃仏によって還俗させられている。隋の開皇元年（581年）、文帝に召されて都の大興に入り、翻経学士となった。

## 構成
1. 帝年　（巻1－巻3）
  1. 周・秦　（巻1）
  2. 前漢・後漢　（巻2）
  3. 魏・晋・宋・斉・梁・周・隋　（巻3）
2. 代録　（巻4－巻12）
  1. 後漢録　（巻4）
  2. 魏・呉録　（巻5）
  3. 西晋録　（巻6）
  4. 東晋録　（巻7）
  5. 前秦・後秦録　（巻8）
  6. 西秦・北涼・魏・斉・陳録　（巻9）
  7. 宋録　（巻10）
  8. 斉・梁・周録　（巻11）
  9. 隋録　（巻12）
3. 入蔵録　（巻13－巻14）
  1. 大乗経入蔵目　（巻13）
  2. 小乗経入蔵目　（巻14）
4. 序目　（巻15）

## 本書の特色
本書の特色は、その紀年法にある。それは、まず、南朝斉・南朝梁を尊んで北魏を斥けている。よって、晋－南朝宋－南朝斉－南朝梁と正統が相承されるのだが、南朝梁の後は、何と北周に継承され、それが隋へと至るという独特の紀年法である。そのことは、構成の巻11から巻12を見てもわかる。これは、元僧侶の撰者のあずかり知るところではなく、実際、後世の正統論とは異なった、当時の一般的な心理であったであろうと推定されている。
また、巻4から巻14までは、歴代の経録および入蔵録であり、『出三蔵記集』や『開元釈教録』と同様の経録の体裁をとっているが、巻1から巻3の「帝年」があることにより、本書は『大正新脩大蔵経』では、「目録部」ではなく、巻49の「史伝部」に収録している。